# NGC 471
NGC 471 é uma galáxia lenticular (S0) localizada na direcção da constelação de Pisces. Possui uma declinação de +14° 47' 09" e uma ascensão recta de 1 horas, 19 minutos e 59,6 segundos.
A galáxia NGC 471 foi descoberta em 3 de Novembro de 1864 por Albert Marth.